# Neriene limbatinella
Neriene limbatinella là một loài nhện trong họ Linyphiidae.
Loài này thuộc chi Neriene. Neriene limbatinella được Friedrich Wilhelm Bösenberg & Embrik Strand miêu tả năm 1906.